# Сян Сюй
Сян Сюй 向戌 (6 в. до н.э.) дафу царства Сун эп. Чуньцю. Известен инициированием уникальной мирной конференции в 546 г. до н.э., направленной на разрешение противостояния между двумя влиятельными в регионе государствами, Цзинь и Чу. В конференции участвовали представители 14-и государств. Церемония заключения союза-мэн 盟, оформляемая клятвой и ритуальным питьём крови, была омрачена конфликтом по поводу первенства между двумя конфликтующими сторонами. Усилия Сян Сюя закончились провалом. 
Приход к власти в Чу Лин-вана в 540 г. до н.э. сделал сценарий мирного урегулирования конфликта невозможным. 